# Ханс Делбрюк
Ханс Делбрюк (на немски: Hans Delbrück; 11 ноември 1848 – 14 юли 1929) е германски историк. Той е баща на Макс Делбрюк.

## Биография
Ханс Делбрюк е роден на 11 ноември 1848 г. в Берген на Рюген, на остров Рюген. Следва в Хайделбергския и Бонския университет. Почива в Берлин.
Като войник участва във Френско-пруската война, след което за няколко години е частен учител на един от принцовете в немското кралско семейство. През 1885 г. той става професор по съвременна история в Берлинския университет и член на Германския Райхстаг от 1884 до 1890 г. Той също е участник в германската делегация по време на Версайската конференция, която слага край на Първата световна война.
Умира на 14 юли 1929 г. в Берлин на 80-годишна възраст.

## Идеи и творчество
Творбите на Делбрюк са тясно свързани с историята на изкуството на войната, а най-амбициозната му и сполучлива книга е Geschichte der Kriegskunst im Rahmen der politischen Geschichte (История на изкуството на войната в рамките на политическата история). Други негови произведения са Die Perserkriege und die Burgunderkriege (Персийската война и Бургундийската война, 1887) и Die Strategie des Perikles erläutert durch die Strategie Friedrichs des Grossen (Стратегията на Перикъл, описана чрез стратегията на Фредерик Велики, 1890).
Делбрюк е един от първите съвременни военни историци. Той основава своите методи на проучване върху критическо разглеждане на древните източници и използването на помощни дисциплини, като демография и икономика, за завършване на анализи и сравняване между различните епохи, за да се проследи еволюцията на военните институции.
Заключенията му, които се отнасят за древното военно дело, са революционни. Делбрюк показва, че фигурите на армии през античността са преувеличени като източник и това, обратно на всички дотогавашни твърдения, показвало, че победителят в битката не винаги имал по-голяма армия от победения. Той дава съвсем нови интерпретации на важни исторически битки като битките при Маратон, Гавгамел и Зама. Делбрюк заключава, че предимството на римските легиони над варварите не се е дължало до толкова на тяхната дисциплина и тактика колкото на възможността им за управление и контрол. Докато Рим можел да събира огромни армии и най-важното – да ги управлява, то варварите не можели да сторят това.
Що се отнася до средновековното военно дело, откритията на Ханс Делбрюк са по-спорни. Той прави разграничение между рицарите (конни войни) и кавалерията (организирана маса от конници) и смята, че средновековните бойци са самостоятелни и не са можели да организират други хора, за да съставят военна единица с тактическа важност. Това заключение е оспорено от други студенти, предимно от Варбурген.
Когато навлиза в съвременното военно дело, Делбрюк показва корените на своите теории в тези на Карл фон Клаузевиц. Той установява разлика между двете възможни стратегии по време на война: война на изтощение и унищожение (абсолютната и ограничената война, според Клаузевиц) като изборът на войната зависи от политическите и икономическите ограничения, както и от съотношението на силите. Той използва своя аналитичен метод при войните на Фредерик Велики, заключавайки, че поради малобройността на пруската армия те следвали стратегията на войната на изтощение. Общата му работа в това отношение обаче е разочароваща, защото Делбрюк пропуска Испанските войни.
Делбрюк също е много критичен по отношение на стратегията на германската държава през Първата световна война. Той смята, че войната би завършила много по-добре за Германия, ако тя бе потърсила победа на източния фронт, да завоюва малки обекти на западния фронт и след това да поиска мир. Това е само пример за основните принципи, които поддържа Делбрюк – че военните и политически маневри трябва да са обединени в едно.
Въпреки всичко работата на Делбрюк се опитва да постави военната история в рамките на общата история. Той смята военното дело за културна отличителна черта на обществата, обект на еволюции и влияние от страна на икономиката и политическата система.
Неговите трудове не са преведени на английски известно време и затова неговата репутация пред професионалните военни теоретици и англоговорещите държави не достига висините на тази на Клаузевиц, например.

## Във филми
В комедията на Мел Брукс „Младият Франкенщайн“ Доктор Франкенщайн изпраща своя асистент Игор да открадне мозъка на Ханс Делбрюк, за да го трансплантира в чудовището Франкенщайн, но една злополука води до огромни последствия. Върху контейнера, в който се намира мозъкът на Делбрюк, има надпис „учен и светец“.
В друг филм на Мел Брукс „Продуцентите: Филмовият мюзикъл“ Ханс Делбрюк е името на мъжа, на когото Франц Лийбкинд изпраща писмо, използвайки пощенски гълъб.